# Трое на четырёх колёсах
«Трое на четырёх колёсах» (англ. Three Men on the Bummel, Three Men on Wheels) — вариант названия американского издания 1900 года, в других русских переводах — «Трое на велосипедах», «Трое за границей». Юмористическая повесть Джерома К. Джерома. Продолжение самой известной повести Джерома, «Трое в лодке, не считая собаки». В повести снова появляются трое друзей, Джей, Джордж и Гаррис, известные читателю по «Трое в лодке». На этот раз они путешествуют на велосипедах по немецкому Шварцвальду. Прошло не менее 10 лет с момента событий первой книги, герои повзрослели; в частности, упоминается, что в романе им по 35 лет, причём у Гарриса уже двое детей, а старшей девочке 8 лет.

## Велосипеды
Книга написана во время, когда начала угасать викторианская «велосипедная мания», возникшая с распространением двухколёсных «безопасных велосипедов». Велосипеды только что стали таким же привычным предметом в жизни, каким мы их видим сегодня. Несмотря на минувший век, многие замечания Джерома по поводу велосипедов и велосипедных изобретений по-прежнему смешны и актуальны.

Нас окружает несовершенный мир, в котором отрада размешана горем. Возможно, существует обетованный край, в котором велосипедные сёдла творятся из радуги и набиваются облаками. Но в этом мире проще всего привыкнуть к более суровым вещам. Помнишь седло, которое ты купил в Бирмингеме? Такое раздвоенное посередине, похожее на пару почек? — Ты про то, которое было сделано по анатомическим принципам? — Очень возможно. На коробке была картинка, а на картинке скелет… Точнее, та часть, посредством которой сидят. — Там всё было так, как надо. Там было показано действительное положение… — Не будем вдаваться в подробности. Эта картинка всегда казалась мне нетактичной.

## Германия
Такого, впрочем, нельзя сказать о наблюдениях Джерома насчёт германского характера и стереотипа; и то и другое изменилось так же, как изменился и англичанин со времён викторианской эпохи. Комические стереотипы Джерома в отношении Германии и немецкого характера объективно устарели вместе с «кайзеровской Германией», и тем более интересны с социально-исторической точки зрения.

В Германии любовь к порядку впитывается с молоком матери. В Германии младенцы погремушками отбивают время; немецкая птичка теперь предпочитает скворечник и относится с презрением к тем немногочисленным нецивилизованным отщепенцам, которые продолжают строиться на кустах и деревьях. С течением времени каждая немецкая птичка, никто в этом не сомневается, получит надлежащее место в общем хоре. Всё это бессвязное хаотичное треньканье, как представляется, прецизионный немецкий рассудок раздражает. В них нет системы. Любящий музыку немец приведёт их в порядок. Птицу посолиднее, со специально поставленным голосом, научат дирижировать, и вместо того чтобы зарывать в землю талант, в четыре утра в лесу, наша птичка, в объявленное время, будет исполнять где-нибудь в пивной на открытом воздухе, под аккомпанемент фортепиано. Всё к этому и идёт.
Таким наблюдениям, за характером немца в общем и в частности, Джером (к самодовольству читателя-англичанина) уделяет много места. Его замечания ироничны и проникнуты немалой симпатией (стоит отметить, что школа имперской Германии, со всей свойственной серьёзностью, на многие годы приняла книгу для хрестоматийного чтения). Удивляют прорицания Джерома в отношении социальных потрясений, которые начали происходить в стране вскоре после выхода книги. За 33 года до прихода к власти Гитлера 14-я глава произведения является феноменальным предсказанием будущего Германии. «Этой страной может управлять кто угодно, — сказал Джордж. — Даже я». «Я бы написал на листке бумаги всё, что должен делать народ, нашёл бы солидную компанию, которая отпечатала бы эти требования во множестве экземпляров, и велел бы расклеить их повсеместно; всё, больше ничего не потребовалось бы».

## Сравнение с «Тремя в лодке»
В предисловии к изданию Броунинга (D. C. Browning) 1937 года говорится: «Сравнение всякого продолжения никогда не бывает в пользу начала; но эта книга пользуется почти той же славой, что и „Трое в лодке“». «Трое на четырёх колёсах» незаслуженно критиковали как слабое приложение к «Трое в лодке». Как утверждает Джереми Николас (президент Английского джеромовского общества, «…коронные эпизоды (Джордж в обувной лавке, Гаррис и его потерявшаяся жена, Гаррис и шланг, охота на пса в ресторане) так же отточены и смешны (а кто-то скажет — смешнее), как и всё прочее в первой повести… Но всё же путешествие по Германии не создаёт такого каркаса для дискурсивного изложения как лодочная прогулка по Темзе. В первой книге Джером может отвлекаться от путешествия трёх друзей сколько угодно, обращаться за „козырными“ эпизодами куда угодно — происходят они на реке или в других местах, случились недавно или уже давно (поездка с сыром из Ливерпуля, посещение Хэмптон-Кортского лабиринта). Река объединяет все такие фрагменты и сохраняет нужную целостность повествования. Здесь же Джерому приходится играть по другим правилам».